# شرمبي

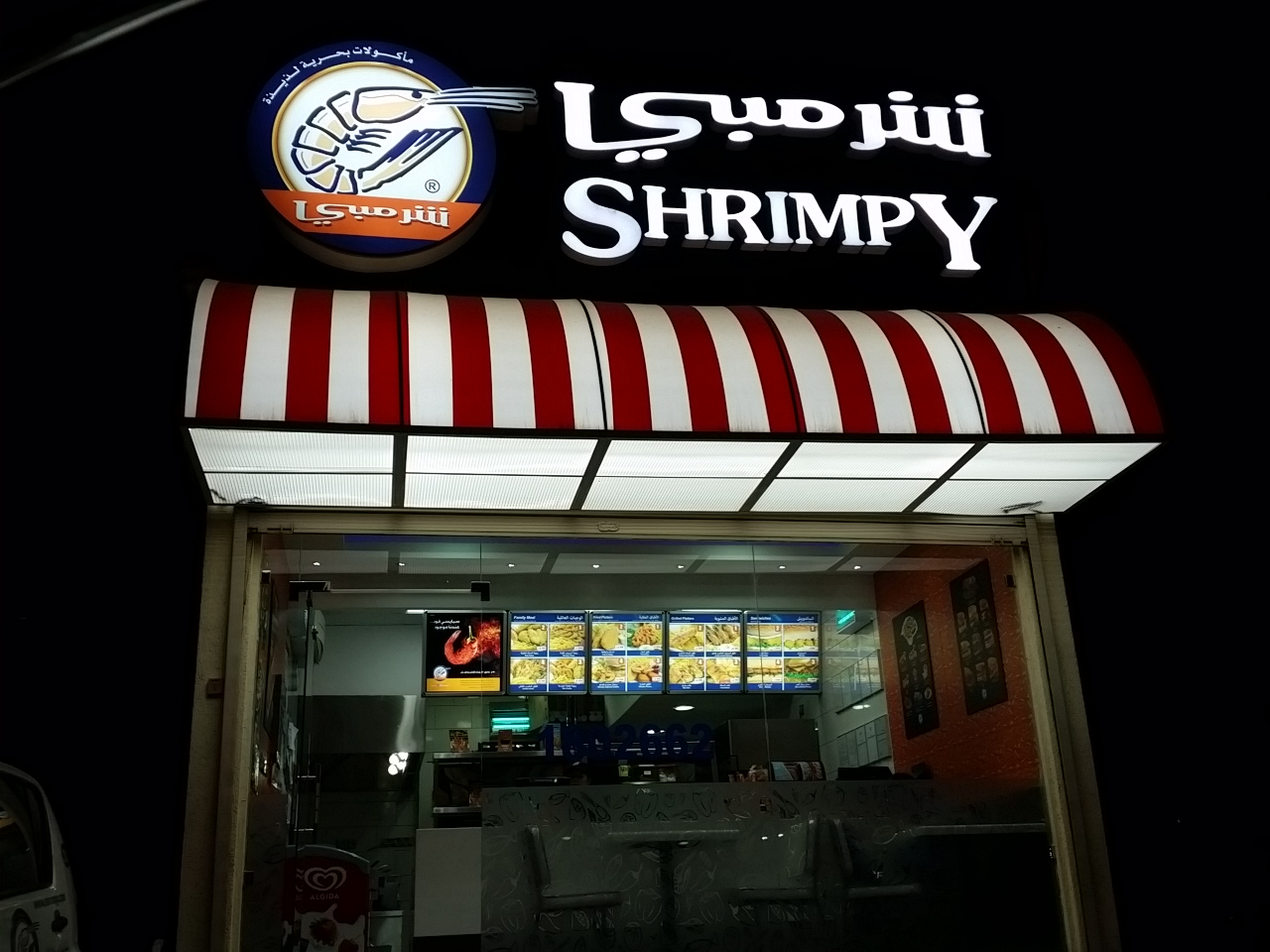
شرمبي في الجابرية، الكويت

شرمبي مطعم كويتي متخصص في الوجبات السريعة البحرية.

## الأفرع
- الكويت

1. العديلية
2. النزهة
3. الرميثية
4. حولي
5. المنقف
6. الرقعي
7. الفروانية
8. مجمع كويت ماجيك مول-بو حليفة
9. الجهراء
10. الخيران
11. سوق الجمعة
12. مجمع سيتي سنتر
13. بو الفطيرة
14. الصليبيخات
15. مجمع الافنيوز
16. مجمع ديسكفري
17. السالمية، الواجهة البحرية
18. مجمع المارينا
19. الشعب
20. الأندلس

- لبنان
- السعودية
- سوريا
- عُمان
- قطر
- الإمارات العربية المتحدة
- الأردن
- البحرين